# آنتامانید
آنتامانید (به انگلیسی: Antamanide) با فرمول شیمیایی C۶۴H۷۸N۱۰O۱۰ یک ترکیب شیمیایی با شناسه پاب‌کم ۹۸۷۶۸۴۰ است. که جرم مولی آن ۱۱۴۷٫۳۶ گرم بر مول می‌باشد. 